# Gora Sarycheva
Gora Sarycheva är ett berg i Antarktis. Det ligger i Östantarktis. Australien gör anspråk på området. Toppen på Gora Sarycheva är 1 354 meter över havet, eller 321 meter över den omgivande terrängen. Bredden vid basen är 7,4 km.
Terrängen runt Gora Sarycheva är platt åt sydväst, men åt nordost är den kuperad. Trakten är obefolkad. Det finns inga samhällen i närheten.